# Fantasmes de Roma
Fantasmes de Roma  (títol original en italià: Fantasmi a Roma) és una pel·lícula italiana dirigida per Antonio Pietrangeli i estrenada el 1961. Ha estat doblada al català.

## Argument
El vell príncep Don Annibale di Roviano cohabita amb els seus fantasmes ancestrals en el seu antic palau romà. Refusa l'oferta atractiva que li fa una societat immobiliària que voldria comprar el seu palau per fer-ne una gran botiga. El príncep mor de sobte i Reginaldo, el seu hereu, decideix la venda. Mentre el palau sembla perdut, els fantasmes hi creen un fresc semblant a aquelles pintades per Il Caparra i l'edifici és classificat monument històric.

## Temes i context
Amb el to de comèdia, un dels primers manifests italians contra les especulacions immobiliàries. Una producció Vides Cinematografica de Franco Cristaldi servida per un equip prestigiós: Antonio Pietrangeli a la realització, Ettore Scola i Ennio Flaiano al guió, Nino Rota a la música i Giuseppe Rotunno a la foto, amb actors de primer pla de l'època com Marcello Mastroianni, Vittorio Gassman, Eduardo De Filippo, Sandra Milo, i Belinda Lee, estrella massa aviat desapareguda del cinema britànic, morta un mes abans de l'estrena de la pel·lícula. El crític Luigi Pestelli escriu a La Stampa:
| « | Un espectacle divertit molt agradable on els intèrprets semblen divertits, amb una excel·lent foto de Giuseppe Rotunno, realista per als éssers vius i de faiança blanca per als morts. | » |

## Repartiment
- Marcello Mastroianni: Reginaldo di Roviano
- Vittorio Gassman: « Caparra » Giovanni Battista Villari
- Belinda Lee: Eileen Charm
- Sandra Milo: Flora di Roviano
- Eduardo De Filippo: Don Annibale, príncep di Roviano

## Distinció
- 1961: Festival Internacional de Cinema de Locarno a la projecció el 1r d'agost en competició oficial.